# Bernhard Boine

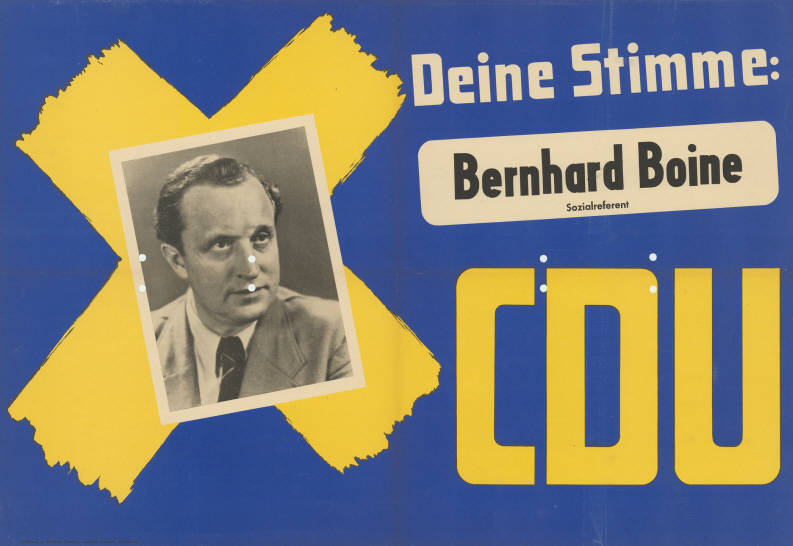
Bernhard Boine auf einem Landtagswahlplakat 1950

Bernhard Boine (* 27. September 1912 in Dortmund; † 5. Juli 1978) war ein deutscher Politiker (CDU). Er war von 1950 bis 1958 Mitglied des Landtags von Nordrhein-Westfalen.

## Leben
Nach der Volksschule absolvierte Boine eine kaufmännische Ausbildung. Er war anschließend bis 1937 als Diözesansekretär des Katholischen Jungmännerverbandes tätig. In der Zeit des Nationalsozialismus wurde Boine zeitweise in sogenannte „Schutzhaft“ genommen, zu hohen Geldstrafen verurteilt und er verlor mehrmals seinen Arbeitsplatz. Er nahm als Soldat am Zweiten Weltkrieg teil und beendete den Krieg in Gefangenschaft. Im Jahr 1945 wurde Boine Leiter der Sozialabteilung des Dortmund-Hoerder Hüttenvereins. 1951 wurde er Arbeitsdirektor der Edelstahlwerke Krefeld.

## Politik
Boine war bereits von 1930 bis 1933 Mitglied der Zentrumspartei gewesen. 1945 trat er in die CDU ein und wurde Landessprecher der Jungen Union Westfalen. Er war auch Mitglied des Deutschen Gewerkschaftsbundes (DGB). Von 1946 bis 1951 war Boine Stadtverordneter in Dortmund. Er wurde in der zweiten und dritten Wahlperiode als Direktkandidat im Wahlkreis 89 (Coesfeld) in den nordrhein-westfälischen Landtag gewählt, er war Abgeordneter vom 5. Juli 1950 bis zum 12. Juli 1958.